# Francheville, Côte-d'Or
 Francheville  là một xã ở tỉnh Côte-d’Or trong vùng Bourgogne, phía đông nước Pháp. Xã Francheville, Côte-d'Or nằm ở khu vực có độ cao trung bình 480 mét trên mực nước biển.